# El perro verde
El perro verde es un programa de televisión, el primero para ese medio del periodista Jesús Quintero. Se emitió desde Sevilla durante 1988 en TVE.
Las preguntas o comentarios del conductor eran mínimos, casi inexistentes; siempre hablaban las visitas, personajes de la política, la ciencia, el arte y la cultura, gente de pueblo y personas que tenían algo interesante que decir.
Uno de los momentos más recordados del programa, y por ende, de la carrera profesional del presentador, fue la entrevista al convicto Rafael Escobedo, condenado por el crimen de los Marqueses de Urquijo, unos días antes de su suicidio, entrevista en la que continuó manteniendo su inocencia y que sería histórica.
Encargó comprar un perro de raza golden retrevier llamado "calma de valle negro"; se trataba de un perro blanco y lanudo, muy joven pero tranquilo que se quedaba quieto,  echado en el piso del plató junto a él, algo sorprendente para los profesionales del medio ya que no era normal que un perro que no había sido entrenado para eso se comportase de aquella forma. La cámara a veces lo tomaba para enriquecer las imágenes en la intervención del periodista y sus entrevistados. Un iluminador dirigió un haz de luz verde sobre el animal, lo que dio más variedad y estética a la imagen. El programa, antes de que se decidiese incorporar al perro, se llamó desde su inicio "el perro verde" por aquello de: eres más raro que un perro verde.[cita requerida]